# Aiguardent d'arboços
Aiguardent d'Arboços és una beguda d'aiguardient de Portugal, obtingut del fruit de l'arbre Arbocer, també anomenat arboç. Els arbres d'arboç creixen en forma silvestre en els sòls pobres a les zones rurals de Portugal com l'Alentejo i l'interior de l'Algarve.
No hi ha cap plantació comercial dels arbres i els fruits es recol·lecten sobretot pels agricultors locals, i a mà es processen en privat. Per tant, l'Aiguardent d'Arboços no es pot comprar en els supermercats, sinó directament dels agricultors. Molt pocs agricultors tenen una llicència per a la destil·lació, però són tolerats per les autoritats per mantenir viva aquesta especialitat tradicional portuguesa.
Aiguardent d'Arboços és molt popular entre la gent comuna, com els agricultors i pescadors. Quan s'endolceix amb mel que es diu Brandymel.